# Isla Calero
Isla Calero ili Otok Calero je najveći otok u Kostarici, a najveći duž rijeke San Juan, koja označava granicu između Nikaragve i Kostarike. Otok se nalazi između rijeka San Juan na sjeveru i zapadu, Río Colorada na jugu i jugoistoku te Karipskog mora na istoku i sjeveroistoku. Cijeli otok ima površinu od 151,6 km ².
U studenom 2010., sjeverni dio otoka postaje predmet spora i velike medijske pažnje kada ga nikaragvanski vojnici okupiraju. Obje zemlje temelje svoje tvrdnje na svojim interpretacijama tri povijesna dokumenata Ugovor Cañas-Jerez, Clevelandska nagrada, i nagrada Alexander koju izdaje Edward Porter Alexander, koji je djelovao kao arbitar između tih dviju zemalja 1897. U prosincu 2010, Nikaragva brani svoju tvrdnju da je Google Maps glavni izvor njihove odluke. Google Maps brzo reagira ispravljajući pogreške na kartama i govoreći: "Google maps je alat koji treba koristiti samo u svrhu zabave i ne treba ga koristiti u teritorijalne, političke i vojne svrhe".
U ožujku 2011, Međunarodni sud pravde presudio je da se privremeno Kostarika i Nikaragva moraju suzdržati od slanja ili održavanja civila, sigurnosnih snaga ili policija u tom spornom graničnom području, ali da je Kostarici dopušteno slanje civilnih ekipa koje se bave pitanjima zaštite okoliša. Nikaragva ima suverenitet na rijeci kao i prije.